# XVI Gruppo
Il XVI Gruppo era un gruppo di volo del Servizio Aeronautico del Regio Esercito, attivo nella prima guerra mondiale.

## Storia

### Prima guerra mondiale
Nasce a Sovizzo il 16 dicembre 1917 formato dalle squadriglie 31ª Squadriglia, 71ª Squadriglia caccia e 121ª Squadriglia a Sovizzo inquadrato nel Comando di Aeronautica della 1ª Armata al comando interinale del Capitano Amerigo Notari che comandava la 71^.
A fine dicembre riceve la 1ª Sezione SVA ed il 4 gennaio 1918 l'interinale passa al Cap. Giulio Palma di Cesnola.
Il 13 febbraio arriva la 135ª Squadriglia Pomilio ed all'inizio del mese di aprile l'interinale passa al Cap. osservatore Franco Scarioni della 31ª.
Il 12 maggio cede la 1ª Sezione SVA e si sposta al Campo di aviazione di Castelgomberto con le squadriglie.
Il 29 maggio il comando torna a Palma di Cesnola ed a luglio si scioglie la 135^.
Il 14 agosto il comando passa al Cap. Ercole Messi, il 4 settembre arriva la 134ª Squadriglia B ed il 23 settembre cede la 71^.
A dicembre va a Bolzano di San Giovanni al Natisone ed al 28 febbraio 1919 è con la 31ª e 11ª.
Viene sciolto il 1º agosto 1919.

### Regia Aeronautica
Il 22 aprile 1937 fu formato il XVI Gruppo "Cucaracha" dell'Aviazione Legionaria che comprendeva la 24ª Squadriglia (precedentemente 1ª Escuadrilla de Caza del Tercio o Squadriglia Cucaracha), 25ª Squadriglia (precedentemente 2ª) e 26ª Squadriglia (precedentemente 3ª) sui Fiat C.R.32 a Cáceres (Spagna) al comando del Maggiore Giuseppe Casero (Casetti).
Al 3 agosto 1937 il XVI Gruppo "La Cucaracha" operava ancora nella Guerra civile spagnola.
Il 17 gennaio 1938, promosso al grado di maggiore Armando François, sostituì il maggiore Casero al comando del XVI Gruppo Caccia, di stanza sull'aeroporto di Saragozza-Sanjurjo. Il 6 marzo fu sostituito dal maggiore Ciro Aiello, ma proprio quando si accingeva a rientrare in Italia il maggiore Aiello fu abbattuto il 14 marzo, ed egli dovette riassumere il comando del gruppo che mantenne fino al 10 agosto, quando fu sostituito dal tenente colonnello Arrigo Tessari.
Nel pomeriggio del 23 maggio i 28 C.R.32 del XVI Gruppo scortò 20 bombardieri S.79 Sparviero e cinque B.R.20 Cocogna sulla testa di ponte di Balaguer, in Catalogna, a sostegno dell'esercito nazionalista spagnolo. Durante i combattimenti di quel giorno abbatte un caccia Polikarpov I-16.
Nella mattina del 5 agosto guidò in azione le tre squadriglie del XVI Gruppo, forti complessivamente di 30 C.R.32,  intercettando sei Tupolev SB della 3ª Escuadrilla "Katiuska", scortati da 21 caccia I-16 che stavano avvicinandosi alle posizioni nazionaliste da nord-est, attraversando la linea del fiume su Cherta. Durante il seguente combattimento reclamò la distruzione condivisa di un SB, il cui equipaggio si lanciò con il paracadute e atterrò nella zona repubblicana.
Al 10 agosto 1938 Tessari divenne comandante del XVI Gruppo Caccia La Cucaracha, del 3º Stormo Caccia dell'Aviazione Legionaria basato a Caspe. Come suo primo gregario ha il sergente maggiore Giuseppe Biron. nel dicembre del 1938 il suo Gruppo viene destinato ad appoggiare l'avanzata nazionalista su Barcellona. Con la fine della guerra civile rientra in Italia.
Fino al 1938 il 16º Gruppo volava con la 168ª e 169ª Squadriglia con i Caproni A.P.1 nel 50º Stormo d'Assalto.

### Seconda guerra mondiale
Al 10 giugno 1940 il reparto era a Sorman al comando del Maggiore Spartaco Sella con i Breda Ba.65 della 167ª su 6 BA 65 e 168ª Squadriglia su 5 BA 65 nel 50º Stormo d'Assalto dell'Aeronautica della Libia - Ovest.
In relazione alle operazioni legate all'Invasione della Jugoslavia nell'aprile 1941 entra in allarme come reparto da caccia dall'Aeroporto di Ravenna con 22 Macchi M.C.200 nella 2ª Squadra aerea.
Nel febbraio 1943 è all'aeroporto di Médenine in Tunisia sui Macchi M.C.202 passando poi al 54º Stormo.